# Offener Kanal Westküste
Der Offene Kanal Westküste (kurz OK Westküste) ist eine Einrichtung der Offener Kanal Schleswig-Holstein A.ö.R. (OKSH). Er unterhält den Hörfunksender Westküste FM, einen MakerSpace, mehrere Außenstudios und Medienkompetenzangebote. Seit 2020 ist der OK Westküste Digitalkompass-Standort und digitaler Erfahrungsort im Rahmen des Digitalpakts Alter.

## Rahmendaten
Der OK Westküste gehört zur Kategorie Bürgermedien und ist Teil der Anstalt öffentlichen Rechts Offener Kanal Schleswig-Holstein, zu der außerdem der Offene Kanal Flensburg, der Offene Kanal Lübeck und der Offene Kanal Kiel gehören. Der Sitz ist Heide/Holstein.
Der OK Westküste sendet sein Radioprogramm WestküsteFM auf den Frequenzen UKW 105,2 (Heide und Umgebung), UKW 98,8 (Husum und Umgebung), UKW 97,6 (Eiderstedt) und UKW 96,7 (Inseln und Halligen) sowie in den Kabelnetzen Büsum (106,90 MHz), (Friedrichstadt), Heide + Husum (107,45 MHz), Lunden (94,30 MHz). Sankt Peter-Ording (104,75 MHz), Wesselburen (91,15 MHz), als Livestream unter livestream.okwk.de und der App BürgerSenden. Seit Februar 2024 ist Westküste FM auf DAB+ in Heide und Flensburg/Sylt zu empfangen.
Das Programm wird von Bürgerinnen und Bürgern mit Wohnsitz in Schleswig-Holstein oder Hamburg, die mindestens 18 Jahre alt sind, eigenverantwortlich und in eigener Regie gestaltet. Minderjährige benötigen das schriftliche Einverständnis der Eltern, bzw. des gesetzlichen Vormundes → siehe Prinzip „Bürgermedien“.
Um Radiosendungen mit Produktionsmitteln des OKs produzieren zu können und die Studios nutzen zu dürfen, bedarf es einer Nutzeranmeldung.
Das Sendegebiet umfasst die Kreise Dithmarschen und Nordfriesland inklusive der Inseln Föhr und Amrum. Aus dem Außenstudio in Alkersum/Föhr wird werktäglich ein vierstündiges Programm in friesischer Sprache (FriiskFunk) gesendet.

## Außenstudios
Der Offene Kanal verfügt über mehrere Außenstudios. Das erste Außenstudio des OK Westküste wurde im September 1997 in Husum eröffnet. Inzwischen verfügen die Nutzer des OK Westküste über sieben Außenstudios, davon eins auf Föhr, in Garding, Wesselburen, Meldorf und im Kulturbahnhof Viktoria in Itzehoe.

## Zielsetzung
Ziel des OK Westküste als Bürgersender ist es, Medienkompetenz, soziale Kompetenz und politische Bildung zu vermitteln und zu Aus- und Fortbildung und Qualifizierung beizutragen.
Er trägt dazu bei, Artikel 5 Absatz 1 des Grundgesetzes umzusetzen nach dem jeder Mensch das Recht hat, „seine Meinung in Wort, Schrift und Bild frei zu äußern und zu verbreiten...“.
Um dies zu erreichen, werden beispielsweise jährlich ca. 100 Seminare, Workshops und sonstige Lehrveranstaltungen in Präsenz und online angeboten. Die Teilnahme daran ist kostenlos.
Auf Anfrage werden auch gezielt anwendungsspezifische Einzel- und Gruppenberatungen angeboten.
Der OK Westküste stellt für die Produktion der Beiträge in seinen Räumen Studios und außer Haus Ausrüstung im gebührenfreien Verleih zur Verfügung und weist in die Bedienung der Technik ein.

## Programm
Zu den regelmäßigen Sendungen gehört an jedem 1. Sonntag im Monat auch Künstlerfragen, die vom Paul Klinger Künstlersozialwerk produziert wird, in der Einzelinterviews mit Künstlerinnen und Künstlern stattfinden. Peder W. Strux und Vivien Rathjen sind die aktuellen Moderatoren. Künstlerfragen wird auch an jedem 4. Freitag im Monat im südlichen Sendegebiet auf LORA München ausgestrahlt.